# الباليه الوطني الكندي
الباليه الوطني الكندي هي شركة باليه كندية تأسست في عام 1951م في تورونتو ، أونتاريو ، وكانت سيليا فرانكا أول مديرة فنية . كانت عبارة عن فرقة مكونه من 70 راقصًا لها أوركسترا خاصة بها ، و منذ عام 2005 م  تولت الإدارة الفنية للباليه كارين كاين ، واحدة من أعظم راقصي الباليه في جيلها. تشتهر الشركة بمجموعتها المتنوعة من العروض الفنية ، وتؤدي كلاسيكيات تقليدية كاملة الطول وتحتضن الأعمال المعاصرة وتشجع على إنشاء باليهات جديدة بالإضافة إلى تطوير مصممي الرقص الكنديين.
تتضمن الشركة على مجموعة أعمال للـسير فريدريك أشتون ، وجورج بالانشين ، وجون كرانكو ، ورودولف نورييف ، وجون نيوميير ، وويليام فورسيثي ، وجيمس كودلكا ، ووين ماكجريجور ، وأليكسي راتمانسكي ، وكريستال بايت ، وكريستوفر ويلدون ، وأزور بارتون ، وجيوم كوتي ، وروبرت بينيت. جولات الباليه الوطنية في كندا والولايات المتحدة وعلى الصعيد الدولي ، في لندن وباريس وهامبورغ وموسكو وسان بطرسبرغ ومدينة نيويورك وواشنطن العاصمة ولوس أنجلوس وسان فرانسيسكو.

## إنشاء الباليه الوطني الكندي
في عام 1951م ، كانت شركتا الباليه الرئيسيتان في كندا هما رويال وينيبيغ باليه برئاسة جوينث لويد ، و باليه فولكوف الكندي الذي أسسه بوريس فولكوف ، ومقره في تورونتو. بهدف إنشاء فرقة باليه كندية على نطاق أوسع ، باتباع المثال الذي قدمه سادلر ويلز رويال باليه ، مجموعة من عشاق الباليه الكنديين تم تصميمهم لإنشاء الباليه الوطني لكندا.  كان كل من لويد وفولكوف مهتمين بكونهما أول مدير فني للشركة ، لكن المنظمين اتفقوا على أن الطريقة الوحيدة لضمان مجموعة غير متحيزة من الراقصين لشركة الباليه الجديدة هي توظيف شخص خارجي. اختاروا الراقصة ومصممة الرقصات البريطانية سيليا فرانكا ، التي كانت لها العديد من الروابط داخل مجتمع الرقص وكانت في كندا مرتين فقط في تلك المرحلة ، كمديرة فنية. 

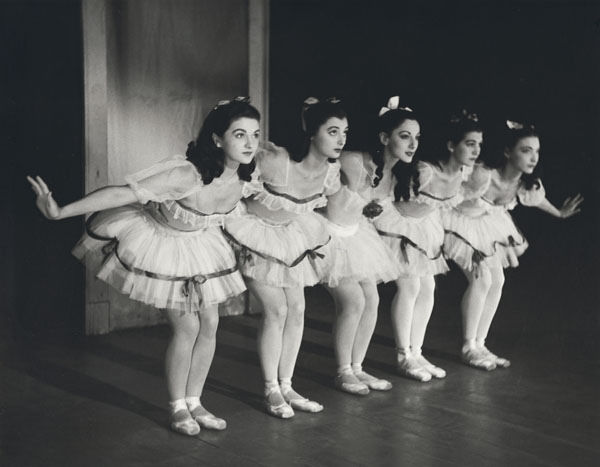
الباليه الوطني الكندي يؤدي كوبيليا في عام 1952.

أظهر فرانكا في البداية القليل من الاهتمام برئاسة هذه الشركة الجديدة. رفضت دعوات مماثلة في أستراليا وجنوب إفريقيا وأبدت إعجابها بالعيش في المملكة المتحدة . ومع ذلك ، عندما جاءت إلى كندا في عام 1951م لحضور مهرجان ، طلب منها المؤسسون مرة أخرى النظر في الموقف.  قبلت فرانكا الوظيفة وأصبحت أول مخرج فني ، بينما تم تعيين فولكوف كمصمم رقصات مقيم.  قام الموصل جورج كروم بدور المدير الموسيقي.
في أغسطس 1951 ، ما كان حينذاك أطلقت نقابة الباليه الوطنية الكندية أول جولة اختبار عبر البلاد.  بحلول نهاية الشهر ، اختار الباليه 29 راقصًا للفرقة وكان يتدرب على أدائهم الأول في قاعة سانت لورانس . 
اختارت فرانكا باليهات كلاسيكية لعروض النقابة الوطنية للباليه في كندا ، حيث اعتقدت أن هذا سيسمح بالحكم على الراقصين بشكل صحيح من قبل مجتمع الرقص الدولي.  كان العرض الأول في قاعة إيتون في 12 نوفمبر 1951. 

## التطوير
قامت الشركة بجولة في كندا على نطاق واسع ، مع فرانكا ولويس سميث وديفيد آدامز كنجومها.  في عام 1964 ، تبنى الباليه الوطني مركز أوكيفي الذي يتسع لـ 3200 مقعد (المعروف الآن باسم قاعة ميريديان ) في تورونتو كمكان له. انتقلت الشركة في عام 2006 إلى مرافق جديدة في مركز فور سيزونز للفنون المسرحية .
في عام 1976 ، أصبح ألكسندر جرانت ، الراقص الرئيسي السابق مع الباليه الملكي في لندن والمدير الفني للباليه ، المدير الفني للباليه الوطني. تحت قيادته ، أضافت الشركة عددًا من أعمال فريدريك أشتون إلى مجموعتها. أصبح الباليه الوطني الكندي أول شركة كندية تؤدي في دار الأوبرا الملكية ، كوفنت جاردن ، لندن في عام 1979.
في عام 1989 ، أصبح ريد أندرسون المدير الفني. قاد الشركة من خلال ركود اقتصادي صعب  خلال تصميم قطع رقصات الباليه التقليدية مع تكليف مصممي الرقص الكنديين والدوليين بإنتاج قطع معاصرة.  في عام 1995 ، غادر الشركة مستشهدا بإحباط من استمرار قطع التمويل من الحكومة ،  وتولت الإدارة في عام 1996 من قبل مصمم الرقصات جيمس كودلكا . 
في عام 2005 ، أصبحت كارين كين ، الراقصة السابقة ، المدير الفني للشركة. في عام 2009 ، قدمت ابتكار ، وهو برنامج مختلط يضم ثلاث عروض عالمية لأول مرة من قبل مصممي الرقص الكندي كريستال بيت و سابرينا ماثيوز وبيتر كوانز.. 

## المدرسة الوطنية للباليه في كندا
تأسست مدرسة الباليه الوطنية في عام 1959م من قبل سيليا فرانكا وجوليا بوندي وتم إدارتها لسنوات عديدة من قبل المؤسس المشارك بيتي أوليفانت .  الهدف الأساسي للمدرسة هو تدريب الراقصين للباليه الوطني الكندي وكذلك للشركات عبر كندا وحول العالم. يشمل خريجو المدرسة فرانك أوغستين ونيفي كامبل وآن ديتشبرن وريكس هارينجتون وكارين كين (المدير الفني الحالي للشركة) ،  جيمس كودلكا (المدير الفني السابق للشركة) ، فيرونيكا تينانت ، مارتين لامي ، جون ألين و إيمانويل ساندو و مافيس ستينز(المدير الفني والمدير التنفيذي المشارك للمدرسة).

## روابط خارجية
- الموقع الرسمي
- ناشيونال ريكس هارينجتون
- كارين كين الوطنية
- لقطات أرشيفية للباليه الوطني الكندي أثناء أداء حديقة ليلك في عام 1953 على وسادة يعقوب